# Batalha de Sobota
A Batalha de Sobota foi uma batalha ocorrida perto de Sobota, na Polônia, em 23 de agosto de 1655, entre os exércitos da Comunidade Polaco-Lituana de um lado e da Suécia do outro.
Após a entrada de Carlos X Gustavo na Polônia, ele acampou em Koło. Aqui o rei sueco recebeu representantes de João II Casimiro da Polônia em uma tentativa de pedir a paz. As tentativas polacas foram em vão e o rei sueco marchou para Varsóvia. João II Casimiro montou um pequeno exército para impedir o avanço sueco enquanto buscava a ajuda de outros governantes. As forças se enfrentaram em 23 de agosto, resultando em uma vitória sueca quando as forças polonesas foram derrotadas após combates rápidos, mas intensos.
Após a batalha, Carlos X Gustavo deixou a maior parte de seu exército sob o comando do marechal de campo Arvid Wirtenberg von Debern enquanto ele próprio continuava sua marcha em direção a Varsóvia com cerca de 2 000 cavalaria e 1 200 infantaria. Varsóvia caiu sem resistência em 29 de agosto.